# Óðr

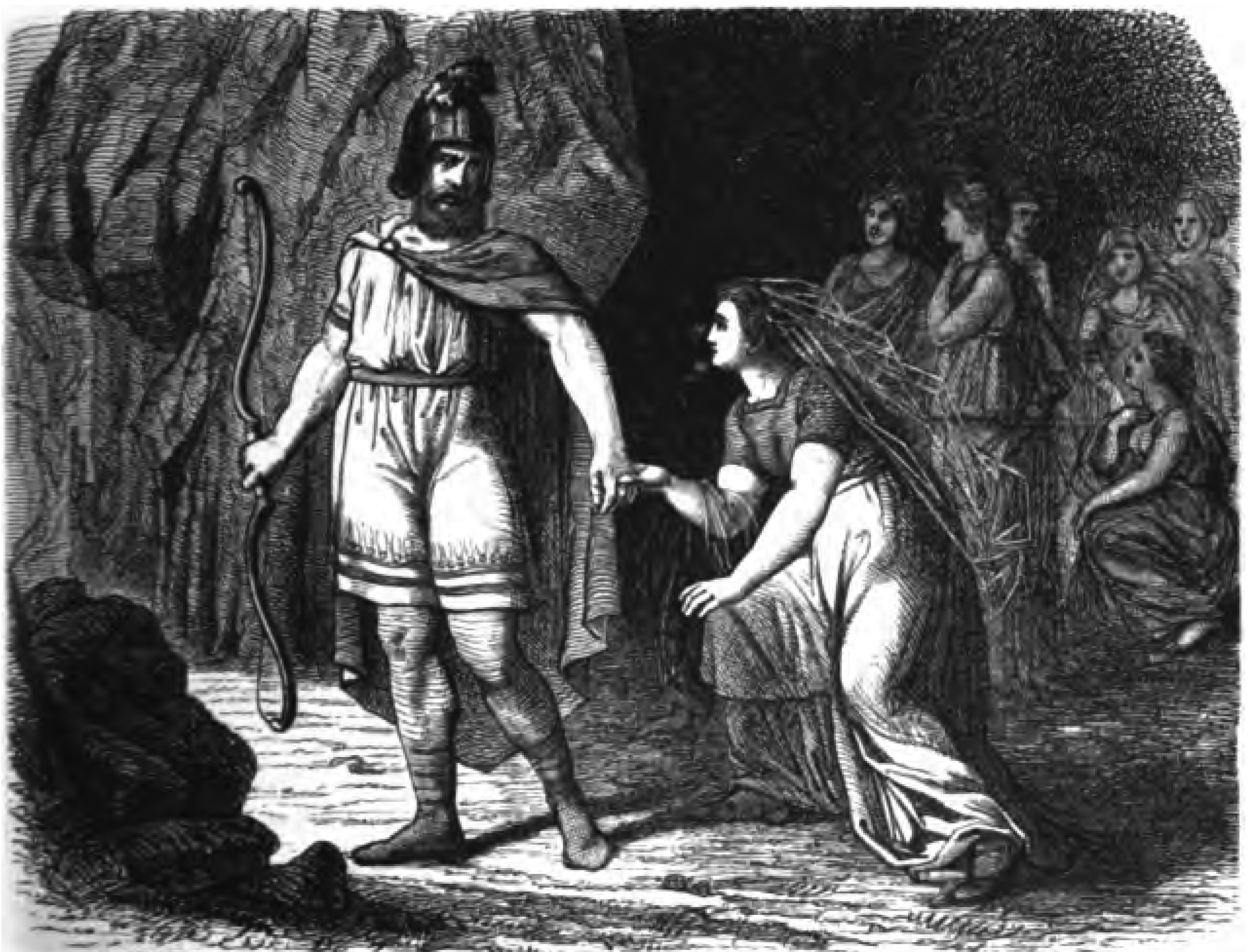
Óðr deixa Freyja i s'encamina cap a un duel, artista desconegut.

Óðr o Od és el marit de Freyja en la mitologia nòrdica. Encara que el significat mitològic precís és incert, la paraula en si vol dir 'enginy, ànima' i és usada en compostos per dir 'poder ferotge, energia'. Snorri Sturluson el descriu d'aquesta manera en el seu Edda prosaica: 
| «                      | Freyja és nascuda d'allò més gentil (al costat de Frigg): està casada amb un home anomenat Óðr. La seva filla és Hnoss: ella és tan bonica, que aquelles coses que són belles i precioses són anomenades hnossir. Óðr marxava en llargs viatges, i Freyja el plorava, i les llàgrimes eren or vermell. Freyja té molts noms, i aquesta és la causa: es va donar a si mateixa diversos noms, quan va sortir entre els estranys buscant Óðr: es la flama Mardöll i Hörn, Gefn, SYR. | » |
| — Traducció de Brodeur | |   |

Molts han remarcat que Freyja i Frigg eren gairebé dues versions d'una mateixa deessa. A més, Óðr era un dels noms d'Odin, i aquest últim era espòs de Frigg. També Odin s'anava sovint a llargs viatges sota diferents noms. No és improbable que aquest extracte descrigui la relació entre Frigg i Odín.